# Moriz Adolph Briegleb
Moriz Adolph Briegleb (* 10. November 1809 in Coburg; † 28. April 1872 in Berlin) war ein deutscher Politiker.

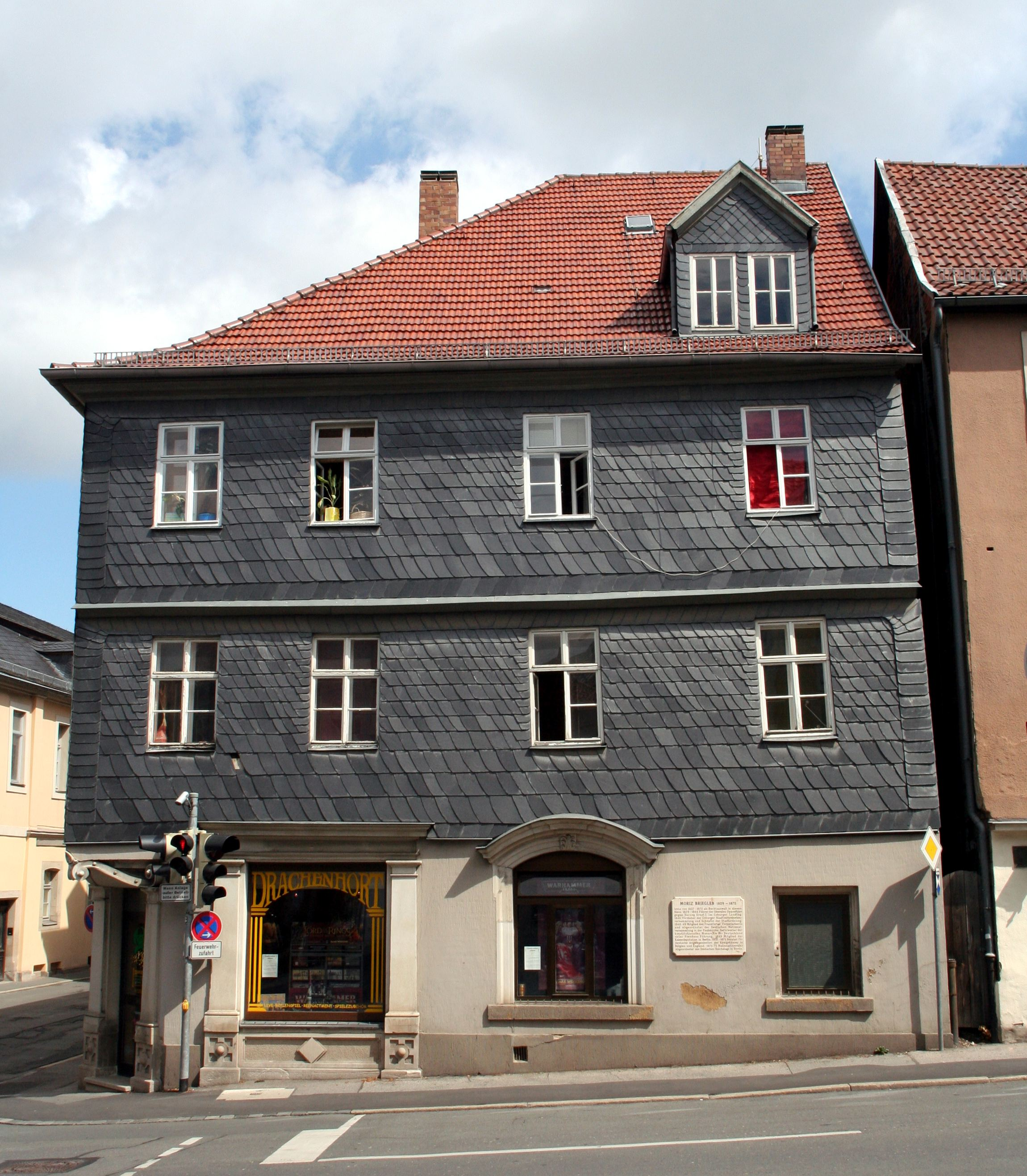
Steintor 1 mit Gedenktafel, Wohnhaus in Coburg von 1837 bis 1872

## Leben
Moriz Briegleb studierte Rechtswissenschaften an den Universitäten Jena und Heidelberg. Seine Juristenlaufbahn begann er 1832 als Hofadvokat in Coburg. Von 1837 bis 1872 lebte er in der Stadt als Rechtsanwalt.
In Jena wurde Briegleb während seines Studiums 1832 Mitglied der Burschenschaft Germania. Er ist im Schwarzen Buch der Frankfurter Bundeszentralbehörde (Eintrag Nr. 192) festgehalten.
Von 1842 bis 1851 war Briegleb Abgeordneter im Landtag des Herzogtums Sachsen-Coburg und Gotha. 1843 wurde er aufgrund seiner politischen Äußerungen des Hochverrats und der Majestätsbeleidigung angeklagt, jedoch 1844 freigesprochen. 1846 wurde er Vorsteher der Coburger Stadtverordneten. Er war Delegierter im Vorparlament sowie Mitglied im Fünfzigerausschuss, zu dessen Schriftführer er gewählt wurde.
Briegleb vertrat vom 18. Mai 1848 bis zum 20. Mai 1849 Sachsen-Coburg und Gotha in der Frankfurter Nationalversammlung. Er war Mitglied im bedeutenden Verfassungsausschuss. Er befürwortete die konstitutionelle Monarchie in Deutschland unter Preußens Führung. Er war Mitglied der Kaiserdeputation, im Mai 1849 kurz Reichskommissar für Sachsen und gehörte 1850 dem Erfurter Unionsparlament an.
Ab 1851 stand Briegleb in Diensten des belgischen Königs Leopold I., dessen Generalbevollmächtigter für die deutschen Besitzungen und Rechte er 1859 wurde. Die gleiche Aufgabe übte er ab 1862 auch für die britische Königin Victoria, ab 1863 zusätzlich für deren Sohn Prinz Alfred (später Herzog von Sachsen-Coburg und Gotha) sowie ab 1868 auch für Leopold II. von Belgien aus.
Von 1871 bis zu seinem Tod war er für die Nationalliberale Partei Abgeordneter für den Reichstagswahlkreis Herzogtum Sachsen-Coburg-Gotha 1 im Reichstag.

## Familie
Im Oktober 1837 heiratete Moriz Briegleb die ebenfalls in Coburg lebende Emilie Braun, Tochter des Rendanten der Herzoglichen Hauptdomänen- und Landeskasse Friedrich Braun. Das Ehepaar bekam insgesamt vier Kinder: Amalie (* 1838), Carl (* 1839), Odo (* 1842) und Marie (* 1844).